# وومازه
وومازه (به لاتین: Łomazy) یک روستا در لهستان است که در گمینا وومازه واقع شده‌است. وومازه ۱٬۷۰۰ نفر جمعیت دارد.